# Pachypoda
Pachypoda is een geslacht van wantsen uit de familie van de Miridae (Blindwantsen). Het geslacht werd voor het eerst wetenschappelijk beschreven door Carvalho & China in 1951.

## Soorten
Het genus bevat de volgende soorten:

- Pachypoda chiamborazensis Carvalho, 1990
- Pachypoda costaricensis Carvalho, 1990
- Pachypoda guatemalensis Carvalho & China, 1951
- Pachypoda major Carvalho, 1985
- Pachypoda mundula (Stål, 1862)
- Pachypoda sordida Carvalho & China, 1951
- Pachypoda turrialba Carvalho, 1985
- Pachypoda vultuosa (Distant, 1893)